# Неда Фтичева
Неда Лазарова Фтичева е българска цигуларка.

## Биография
Родена е на 13 февруари 1881 г. в София. От 1896 до 1900 г. учи музика във Флоренция. След завръщането си в България работи като учителка по музика в Първа софийска девическа гимназия. През 1900 – 1903 г. учи цигулка и теория на музиката във Виена. Изнася множество концерти в България, Османската империя, Австро-Унгария. От 1912 г. живее във Виена. Подарява музикални инструменти на Държавната музикална академия в София. Почива на 21 ноември 1960 г.